# Biophytum umbraculum
Biophytum umbraculum är en harsyreväxtart som beskrevs av Friedrich Welwitsch. Biophytum umbraculum ingår i släktet Biophytum och familjen harsyreväxter. Inga underarter finns listade i Catalogue of Life.